# وگارد اولوانگ
وگارد اولوانگ ورزشکار مرد رشتهٔ اسکی صحرانوردی اهل کشور نروژ است. وی در بین سال‌های ‎۱۹۸۸ تا ۱۹۹۴ میلادی در مسابقات بازی‌های المپیک زمستانی در مجموع ۶ مدال، شامل ۳ مدال طلا و ۲ نقره و ۱ برنز را کسب کرد.